# Phelliactis robusta
Phelliactis robusta is een zeeanemonensoort uit de familie Hormathiidae.
Phelliactis robusta is voor het eerst wetenschappelijk beschreven door Carlgren in 1928.